# بروارد استیس، لاودرهیل، فلوریدا
بروارد استیس (به انگلیسی: Broward Estates) یک منطقهٔ مسکونی در ایالات متحده آمریکا است که در شهرستان براوارد، فلوریدا واقع شده‌است. بروارد استیس ۱٫۳ کیلومتر مربع مساحت و ۳٬۴۱۶ نفر جمعیت دارد و ۱ متر بالاتر از سطح دریا قرار دارد.